# Pont-rails Monsin
Ne doit pas être confondu avec Pont-barrage de Monsin.
Le pont-rails Monsin est un pont ferroviaire à Liège qui enjambe la Meuse, entre Herstal-Wandre et l’île Monsin. 
Il s'agit d'un pont en construction métallique.
Il porte la ligne ferroviaire 214.